# Guerra dos Oitenta Anos
A Guerra dos 80 anos ou Revolta Holandesa de 1568 a 1648, foi a guerra de secessão na qual as Províncias Unidas se tornaram independentes da Espanha.
Durante essa guerra, as Províncias Unidas se tornaram, por um curto período histórico, uma potência mundial, com grande poder naval, além de se beneficiarem de um crescimento económico, científico e cultural sem precedentes.
Os Países Baixos pertenciam ao Império Espanhol, mas o Conselho de Regência de Filipe II rompeu com os nobres locais, que foram excluídos do governo. Altos impostos, desemprego e temores da perseguição católica contra os calvinistas criaram uma perigosa oposição, esmagada pelo duque de Alba em 1567 com um reino de terror e pesada tributação. Seguiu-se uma revolta liberal iniciada por Guilherme, o Taciturno, que evitou batalhas campais com as forças espanholas, explorando estrategicamente seu conhecimento da região, salvando cidades sitiadas como Leiden (1573-1574) e abrindo diques que inundaram a zona rural. O saque de Antuérpia (1576) levou a uma união temporária de todos os Países Baixos na pacificação de Gante. Os excessos calvinistas logo levaram as províncias do sul a formarem a União de Arras (1579) e a fazer as pazes com a Espanha. As províncias do norte formaram a União de Utrecht e a guerra tornou-se uma luta religiosa pela independência. Guilherme defendeu-se com ajuda estrangeira, até ser assassinado em 1584, quando a liderança passou para Maurício de Nassau e o político Van Oldenbarneveldt. As Províncias Unidas salvaram-se pelo compromisso de guerra da Espanha com a França, Inglaterra e Turquia. Um armistício (1609) foi seguido pelo reconhecimento da plena independência no Tratado de Westfália (1648).

## Antecedentes da Guerra
Nem todas as províncias neerlandesas decidiram separar-se da Espanha ao mesmo tempo. Algumas, sobretudo aquelas no que é hoje a Bélgica, nunca o fizeram.
Carlos V, Sacro Império Romano-Germânico, nasceu em Gante em 1500 e foi educado nos Países Baixos. Ele abdicou em 1556 a favor do seu filho Filipe II de Espanha, que estava sobretudo interessado no lado espanhol do Império.
O Calvinismo tinha-se tornado influente nos Países Baixos. Em 1566, muitos calvinistas atacaram igrejas para destruir estátuas e imagens de santos católicos (em neerlandês: 'beeldenstorm'), que eles consideravam heréticas.
Filipe II envia em reacção o Duque de Alba, que tinha a alcunha do Duque de Ferro, com o seu exército para os Países Baixos.

## A Guerra

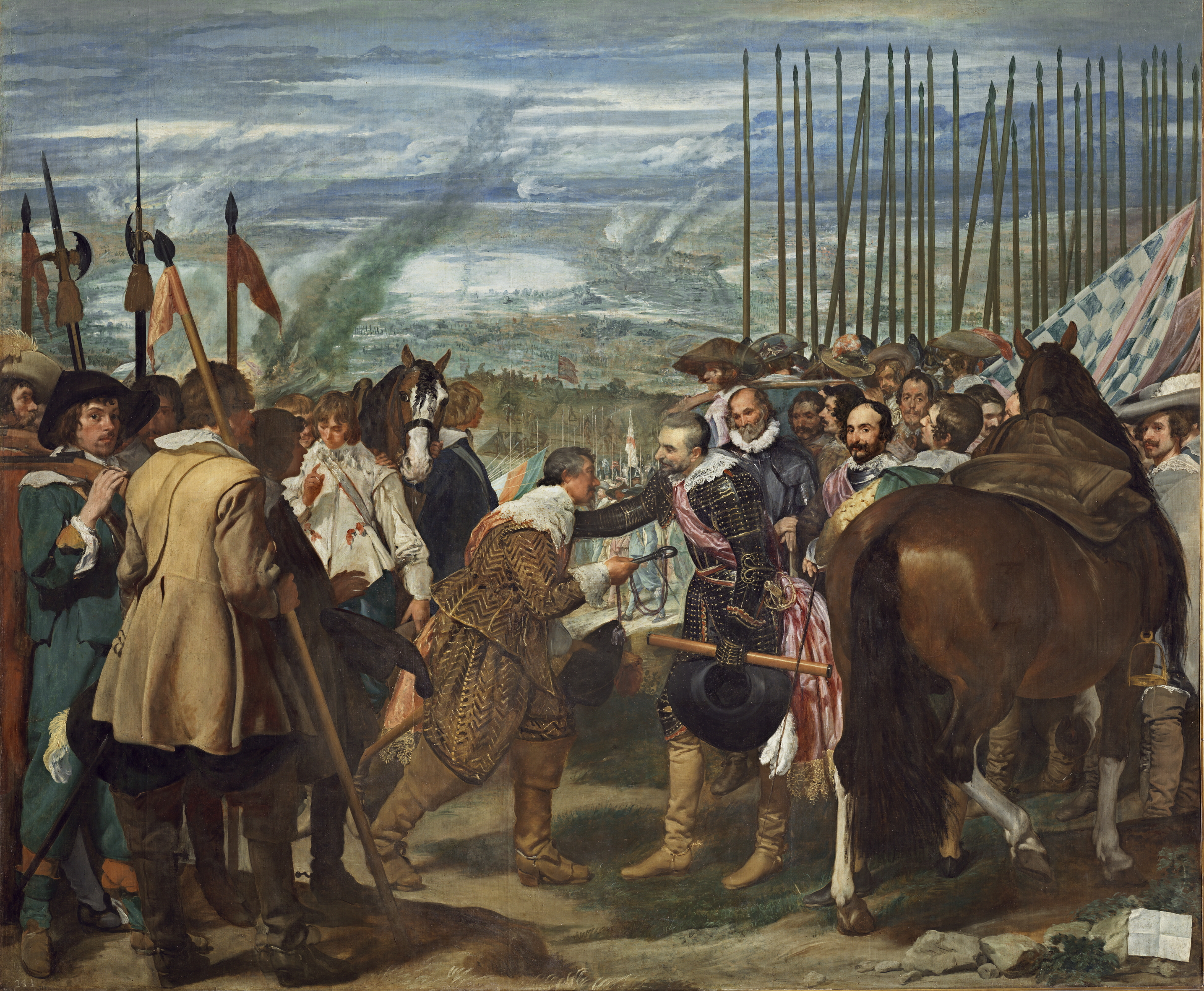
A tomada de Breda, por Velázquez

Em 1568 Guilherme I de Orange (Guilherme, o taciturno), governador das províncias da Holanda, Zelândia e Utrecht, tentou afastar o altamente impopular Duque de Alba de Bruxelas. Ele não viu nisto um acto de traição para com Filipe II, e esta perspectiva é reflectida naquilo que é hoje o Hino Nacional dos Países Baixos (o Wilhelmus), no qual as últimas linhas da primeira estrofe dizem: de koning van Spanje heb ik altijd geëerd (Sempre honrei o Rei de Espanha).
Guilherme recebeu pouco apoio e teve de fugir. Os seus co-conspiradores, o Conde de Egmont e o Conde de Horne, permaneceram e Alba mandou decapitá-los. Alba também introduziu um imposto não aprovado (em neerlandês: tiende penning).

### Uniões de Atrecht e Utrecht
A 6 de Janeiro de 1579, estimulados pelo novo governador espanhol Alexander Farnese, Duque de Parma, os estados do sul (situados hoje na sua maioria na Bélgica), assinaram a União de Atrecht expressando a sua lealdade ao Rei espanhol. Nos 10 dez anos seguintes ele restabeleceria a religião católica na maior parte desta área.

A 23 de Janeiro de 1579, em resposta, Guilherme uniu os estados protestantes dos Países Baixos, Zelândia, Utrecht, Guéldria e a província de Groninga na União de Utrecht. Esta União levaria mais tarde (1581) à independência de Espanha, formando as República das Sete Províncias Unidas dos Países Baixos (também conhecidas como os Estados Gerais ou por vezes como a República Holandesa)

### Assistência do exterior
Em 1581, os espanhóis enviaram um exército para tentar recapturar as Províncias Unidas, com algum sucesso inicial, e a 10 de Julho de 1584, Guilherme foi assassinado. Com a guerra aberta a decorrer, as Províncias Unidas pediram ajuda à França e Inglaterra, tendo mesmo oferecido a monarquia dos Países Baixos em contrapartida, o que ambas as nações declinaram.
A Inglaterra já apoiava os holandeses não-oficialmente havia já anos, e decidiu agora intervir directamente. Em 1585, de acordo com o Tratado de Nonsuch, Elizabeth I enviou Robert Dudley, conde de Leicester, para prestar assistência, com entre cinco e seis mil cavalos.
O filho de Guilherme, Maurício de Nassau, em breve contornou o conde e tomou conta dos exércitos em 1587, pelo que Leicester regressou à Inglaterra. A presença dos ingleses, que estavam para ficar até 1604, foi uma das razões que levariam ao envio da Armada Invencível contra a Inglaterra em 1588.
Sob o comando de Maurício, grande parte da área dos estados do sul revoltaram-se contra Espanha ou foram capturados pelas Províncias Unidas. A Espanha não conseguiu fazer frente aos custos financeiros do exército resultantes da perda da Armada e em 1595, com a declaração de Guerra contra a Espanha por Henrique IV de França, tornou-se financeiramente falida, o que não acontecia pela primeira vez.

### As Tréguas
Sob pressão financeira e militar, em 1598, Filipe cedeu os Estados do Sul dos Países Baixos ao arquiduque da Áustria Alberto e sua mulher Isabel, na sequência do Tratado de Vervins com a França. Com isto, estava restaurado aproximadamente o território do reino da Borgonha.
Em 1604, após James I de Inglaterra se tornar rei de Inglaterra, ele concluiu a paz com a Espanha no Tratado de Londres de 1604.
1609 viu o início do cessar-fogo, chamado posteriormente de Trégua dos 12 anos, entre as Províncias Unidas e os Estados do Sul, mediado pela França e pela Inglaterra em Haia.

### Retoma da Guerra
No seguimento da morte de Maurício, e na falta de uma paz permanente, o seu meio-irmão Frederick Henry retomou o conflito contra o sul.
Os espanhóis enviaram em 1639 uma armada com vinte mil militares para a Flandres, que foi derrotada pelo Almirante Maarten Tromp.

### Paz
Em 1648, a Guerra terminou com o Tratado de Münster, que fez parte da Paz de Vestfália, que também terminou a Guerra dos 30 anos.

### Outros Desdobramentos
A Guerra dos Oitenta Anos teve grande impacto sobre a evolução da Arte da Guerra. Maurício de Nassau logrou reunir um grupo seleto de estudiosos preocupados em criar um exército capaz de vencer os famosos e compactos terços espanhóis. Destes estudos surgiu uma infantaria organizada em unidades menores, de formação tática menos profunda e com maior capacidade de fogo.
O grande teste deste novo sistema tático veio com a Batalha de Nieuwpoort, travada em 1600. O resultado deste trabalho serviu de inspiração para o rei sueco Gustavo Adolfo.